# Felice Di Stefano
Felice Di Stefano conosciuto anche come Felix De Stephen (Arpino, 10 novembre 1915 – Roma, 14 agosto 1994) è stato un compositore italiano.

## Biografia
Conosciuto anche come compositore di colonne sonore cinematografiche, Fratello del musicista Gianfranco Di Stefano.

## Filmografia
- Solo Dio mi fermerà, regia di Renato Polselli (1957)
- Le sette vipere (Il marito latino), regia di Renato Polselli (1964)
- Gli invincibili fratelli Maciste, regia di Roberto Mauri (1964)
- Uno straniero a Sacramento, regia di Sergio Bergonzelli (1965)
- Lo sceriffo che non spara, regia di José Luis Monter e Renato Polselli (1965)
- Per una manciata d'oro, regia di Carlo Veo (1965)
- Perché uccidi ancora, regia di José Antonio de la Loma e Edoardo Mulargia (1965)
- Mondo pazzo... gente matta!, regia di Renato Polselli (1966)
- Vaya con dios gringo, regia di Edoardo Mulargia (1966)
- 7 donne d'oro contro due 07, regia di Vincenzo Cascino (1966)
- Ramon il messicano, regia di Maurizio Pradeaux (1966)
- Nato per uccidere, regia di Antonio Mollica (1967)
- Cjamango, regia di Edoardo Mulargia (1967)
- Non aspettare Django, spara, regia di Edoardo Mulargia (1967)
- Chiedi perdono a Dio... non a me, regia di Vincenzo Musolino (1968)
- Quintana, regia di Vincenzo Musolino (1969)
- Giunse Ringo e... fu tempo di massacro, regia di Mario Pinzauti (1970)
- Il coraggioso, lo spietato, il traditore, regia di Juan Xiol e Edoardo Mulargia (1970)
- Rimase uno solo e fu la morte per tutti, regia di Edoardo Mulargia (1971)
- Lo sceriffo di Rockspring, regia di Mario Sabatini (1971)
- I pugni di Rocco, regia di Lorenzo Artale (1972)
- Giorni d'amore sul filo di una lama, regia di Giuseppe Pellegrini (1973)
- Sogni proibiti di Don Galeazzo curato di campagna, regia di Emanuele Di Cola (1973)
- Giochi erotici di una famiglia per bene, regia di Francesco Degli Espinosa (1975)